# Posoqueria latifolia
Posoqueria latifolia, conhecida popularmente como açucena-do-mato, araçá-da-praia, araçá-de-coroa, bacupari-de-capoeira, flor-de-mico, maria-peidorreira, papa-terra, posoquéria e puroí, é uma árvore ornamental da família Rubiaceae. Suas flores são brancas e perfumadas. O fruto é uma baga amarela. Esta espécie distribui-se desde o sul do México até o sul do Brasil, principalmente na mata atlântica de encosta, floresta estacional semidecídua submontana, floresta de restinga e mata ciliar em matas de cerrado.